# Amaurornis olivacea
Galinha-do-mato-filipina ou franga-de-água-oliva (Amaurornis olivacea) é uma espécie de ave da família Rallidae.
É endémica das Filipinas.